# Roger Parent (homme politique canadien)
 (février 2014).
Si vous disposez d'ouvrages ou d'articles de référence ou si vous connaissez des sites web de qualité traitant du thème abordé ici, merci de compléter l'article en donnant les références utiles à sa vérifiabilité et en les liant à la section « Notes et références ».
Pour les articles homonymes, voir Roger Parent et Parent.
Roger Denis Parent, né à Prince Albert (Canada), le 21 juillet 1953, et mort le 29 novembre 2016, est un homme politique (fransaskois) canadien.

## Biographie
Roger Parent est élu à l'Assemblée législative de la Saskatchewan lors de l'élection provinciale de 2011 sous la bannière du Parti saskatchewanais dans la circonscription électorale de Saskatoon-Meewasin. Il avait tenté sa chance sans succès dans Saskatoon-Centre en 2003. Il meurt en fonction en novembre 2016 à l'âge de 63 ans et à seulement quelques heures après avoir annoncé publiquement souffrir d'un cancer,